# Зоран Мирковић (правник)
Зоран Мирковић (Сарајево, 10. децембар 1965) српски је правник, универзитетски професор и правни историчар. Редовни је професор Српске правне историје на Правном факултету у Београду као и декан те установе (2018-2024).

## Биографија
Рођен 10. децембар 1965. године у Сарајеву, где је стекао основно и средње образовање. На тамошњем Правном факултету завршио је правне студије 12. јула 1990. са просечном оценом 9,52. Студирао је и Факултет политичких наука.
На Правном факултету Универзитета у Београду јануара 1998. године одбранио је са одликом магистарску расправу под насловом „Рецепција аустријскога кривичног поступка у српском Законику о кривичном судском поступку од 1865. године“. Докторску тезу „Судије и суђење у Србији од XIII до XV века“ одбранио је са одликом 13. децембра 2002. године на Правном факултету Универзитета у Београду.
За доцента за предмет Национална историја државе и права на Правном факултету Универзитета у Београду је изабран 2003. године, а за ванредног професора 2008. године.
За редовног професора за предмет Српска правна историја на Правном факултету Универзитета у Београду изабран је октобра 2013. године.
Говори енглески и немачки; служи се руским и италијанским језиком. Посећивао је часове латинског и грчког језика на Одељењу класичних наука Филозофског факултета Универзитета у Београду.
Председник је Одбора за статутарна питања Универзитета у Београду од септембра 2010. године, поново је изабран 2013. и 2016. године.
Шеф је Катедре за правну историју од јануара 2014. године. Од јануара 2010. године био је заменик шефа Катедре за правну историју.
Председник је Управног одбора Института за упоредно право у Београду од новембра 2014. године.
На седници Савета Правног факултета Универзитета у Београду оджаној 24. Маја 2018. год. изабран је за декана ове установе. Други мандат му је истекао средином 2024. године.